# Супермалой
Супермалой (англ. Supermalloy) — прецизійний високолегований залізо-нікелевий сплав, що складається з 79 % нікелю, 16 % заліза та до 5 % молібдену. Належить до магнітно-м'яких матеріалів класу пермалоїв.
Маркування сплавів-аналогів:
- за ГОСТ 10994-74[2]: 79НМ (78,5…80 % Ni; 3,8…4,1 % Mo; 0,6…1,1 % Mn; 0,3…0,5 % Si; решта — Fe) — молібденовий пермалой[3];
- за ТУ 14-1-1708-76[4]: 80НМ (79,4…80,6 % Ni; 5,0…5,4 % Mo; 0,4…0,6 % Mn; ≤0,25 % Si; решта — Fe) — супермалой[3].

## Структура
Сплав є однофазним твердим розчином з гранецентрованою кристалічною ґраткою (гамма-фаза). Він схильний до утворення впорядкованої атомної структури при повільному охолодженні у діапазоні температур 600…300 °C. При утворенні впорядкованої структури магнітні властивості та питомий електричний опір зменшуються.

## Властивості
Сплав має надзвичайно високу магнітну проникність (від 100 000 і більше) та малу коерцитивну силу (0,05…0,01 Е). Питомий електричний опір сплаву — 0,6 мкОм·м.
Піддається термічному обробленню, яке полягає в аустенізації, загартуванні та вторинному нагріванні до 600 °C. Максимальна магнітна проникність досягається після швидкого (400…500 град./с) охолодження від температури 600 °C.
Сплави після термічної обробки є чутливими до механічних напружень, які можуть спричиняти погіршення властивостей.
У поковках, прутках та стрічках товщиною до 0,05 мм сплав є практично ізотропним, у стрічках товщиною меншою від 0,05 мм спостерігається анізотропія магнітних властивостей.
Сплав є стійким до корозії за температури 25±10 °C та відносній вологості, не більшої за 40 %.
Механічні властивості сплаву 79НМ:
- твердість 210/120 HB;
- границя міцності при розтягу, σв = 1060/530∙МПа;
- границя плинності при розтягу, σт =1000/170 МПа;
- модуль Юнга, E = 210 ГПа;
- залишкова деформація в умовах розтягу, δ = 3,5/50 %

Примітка: у чисельнику подані властивості до термообробки, у знаменнику — після.
Сплав добре піддається обробці різанням і тиском, зварюванню, вальцюванню до мікронних товщин.

## Застосування
Застосовується для виготовлення деталей приладів у радіотехніці, телефонії, телемеханіці. Є матеріалом для виготовлення осердь малогабаритних трансформаторів, дроселів та реле, що працюють у слабких полях магнітних екранів. У малих товщинах (0,05…0,02 мм) — для осердь імпульсних трансформаторів, магнітних підсилювачів та безконтактних реле.